# Copa do Nordeste 2019
La Copa do Nordeste 2019 è stata la 16ª edizione della competizione statale riservata alle squadre delle regioni del Nordest (Alagoas, Bahia, Ceará, Maranhão, Paraíba, Pernambuco, Piauí, Rio Grande do Norte e Sergipe).
La coppa è stata vinta dal Fortaleza vincitore per 2-0 nel doppio confronto con il Botafogo-PB. Il club vince il trofeo per la prima volta nella sua storia ed ottiene un posto per gli ottavi di finale di Coppa del Brasile 2020.

## Formato
La competizione è preceduta da un torneo preliminare denominato Pré-Copa do Nordeste che determina le ultime 4 squadre qualificate in aggiunta alle 16 iniziali.
Il torneo si divide in dua fasi:
- Nella prima fase le squadre sono suddivise in due gironi da 8 squadre con match di sola andata, al termine dei quali le prime 4 di ciascun gruppo accedono alla fase successiva. Le squadre affrontano avversarie appartenenti all'altro girone.
- Nella seconda fase le 8 squadre qualificate si affrontano in un tabellone a eliminazione diretta con scontro unico ad eccezione della finale in doppia gara. In caso di parità al termine dei tempi regolamentari si procede con i tiri di rigore.

## Partecipanti
Alla competizione accedono direttamente 12 squadre (i 9 vincitori dei campionati statali più i migliori 3 club degli stati di Bahia, Ceará e Pernambuco secondo il Ranking CBF 2018) più i 4 club vincitori del torneo preliminare (a cui partecipano le migliori 8 squadre non direttamente qualificate).

## Pré-Copa do Nordeste

### Squadre
| Pos | Squadra        | Città               | Stato               |
| --- | -------------- | ------------------- | ------------------- |
| 36  | CRB            | Maceió              | Alagoas             |
| 39  | Sampaio Corrêa | São Luís            | Maranhão            |
| 43  | América-RN     | Natal               | Rio Grande do Norte |
| 51  | Salgueiro      | Rio Grande do Norte | Pernambuco          |
| 54  | Confiança      | Aracaju             | Sergipe             |
| 60  | River          | Teresina            | Piauí               |
| 70  | Campinense     | Campina Grande      | Paraíba             |
| 82  | Juazeirense    | Juazeiro            | Bahia               |

### Sorteggio
I sorteggi sono avvenuti il 9 aprile 2018 nella sede centrale della CBF a Rio de Janeiro. Le 8 squadre sono state divise in due urne a seconda del Ranking CBF e si affrontano in sfide di andata e ritorno, con eventuali tiri di rigore in caso di parità.
| Urna A                                                      | Urna B                                                     |
| ----------------------------------------------------------- | ---------------------------------------------------------- |
| CRB (36) Sampaio Corrêa (39) América-RN (43) Salgueiro (51) | Confiança (54) River (60) Campinense (70) Juazeirense (82) |

### Partite
| Squadra 1   | Totale | Squadra 2      | Andata | Ritorno |
| ----------- | ------ | -------------- | ------ | ------- |
| River       | 2 – 5  | Sampaio Corrêa | 2 – 2  | 0 – 3   |
| Confiança   | 5 – 3  | América-RN     | 3 – 3  | 2 – 0   |
| Campinense  | 2 – 3  | Salgueiro      | 1 – 1  | 1 – 2   |
| Juazeirense | 2 – 3  | CRB            | 1 – 0  | 1 – 3   |

## Programma
Il programma della competizione è il seguente:
| Turno            | Andata                              | Ritorno                   |
| ---------------- | ----------------------------------- | ------------------------- |
| Fase a gironi    | Giornata 1: 15–17 gennaio           | Giornata 1: 15–17 gennaio |
| Fase a gironi    | Giornata 2: 19, 22 e 26–28 gennaio  |                           |
| Fase a gironi    | Giornata 3: 2–3 e 9 febbraio        |                           |
| Fase a gironi    | Giornata 4: 9, 16–17 e 24 febbraio  |                           |
| Fase a gironi    | Giornata 5: 2 e 7 marzo             |                           |
| Fase a gironi    | Giornata 6: 10, 13–14 e 16–17 marzo |                           |
| Fase a gironi    | Giornata 7: 23–24 marzo             |                           |
| Fase a gironi    | Giornata 8: 30 marzo                |                           |
| Quarti di finale | 6-8 aprile                          | 6-8 aprile                |
| Semifinali       | 9 maggio                            | 9 maggio                  |
| Finali           | 23 maggio                           | 29 maggio                 |

## Fase a gironi

### Squadre qualificate
| Stato               | Squadra (Città)           | Motivo qualificazione                    |
| ------------------- | ------------------------- | ---------------------------------------- |
| Alagoas             | CSA (Maceió)              | Vincitore del Campionato Alagoano 2018   |
| Alagoas             | CRB (Maceió)              | Qualificato nella Pré-Copa do Nordeste   |
| Bahia               | Bahia (Salvador)          | Vincitore del Campionato Baiano 2018     |
| Bahia               | Vitória (Salvador)        | Qualificato grazie al ranking CBF 2018   |
| Ceará               | Ceará (Fortaleza)         | Vincitore del Campionato Cearense 2018   |
| Ceará               | Fortaleza (Fortaleza)     | Qualificato grazie al ranking CBF 2018   |
| Maranhão            | Moto Club (São Luís)      | Vincitore del Campionato Maranhense 2018 |
| Maranhão            | Sampaio Corrêa (São Luís) | Qualificato nella Pré-Copa do Nordeste   |
| Paraíba             | Botafogo-PB (João Pessoa) | Vincitore del Campionato Paraibano 2018  |
| Pernambuco          | Náutico (Recife)          | Vincitore del Campionato Paranaense 2018 |
| Pernambuco          | Santa Cruz (Recife)       | Qualificato grazie al ranking CBF 2018   |
| Pernambuco          | Salgueiro (Salgueiro)     | Qualificato nella Pré-Copa do Nordeste   |
| Piauí               | Altos (Altos)             | Vincitore del Campionato Piauiense 2018  |
| Rio Grande do Norte | ABC (Natal)               | Vincitore del Campionato Potiguar 2018   |
| Sergipe             | Sergipe (Aracaju)         | Vincitore del Campionato Sergipano 2018  |
| Sergipe             | Confiança (Aracaju)       | Qualificato nella Pré-Copa do Nordeste   |

### Sorteggio
Il sorteggio della fase a gironi si è tenuto il 4 ottobre 2018 al Teatro Gustavo Leite di Maceió. Le squadre sono state suddivise in quattro urne in base al loro ranking CBF e sorteggiate in due gironi, evitando scontri diretti fra club dello stesso stato (ad eccezione del Confiança).
Un secondo sorteggio si è tenuto a Rio de Janeiro il 15 ottobre per delineare l'ordine degli incontri in casa ed in trasferta.

### Girone A
| Squadra        | Pt | G | V | N | P | GF | GS | DG  |
| -------------- | -- | - | - | - | - | -- | -- | --- |
| Fortaleza      | 13 | 8 | 3 | 4 | 1 | 12 | 6  | +6  |
| Santa Cruz     | 12 | 8 | 3 | 3 | 2 | 9  | 8  | +1  |
| CRB            | 9  | 8 | 1 | 6 | 1 | 6  | 5  | +1  |
| Vitória        | 7  | 8 | 0 | 7 | 1 | 8  | 10 | -2  |
| Salgueiro      | 6  | 8 | 1 | 3 | 4 | 5  | 13 | -8  |
| Sampaio Corrêa | 4  | 8 | 1 | 1 | 6 | 4  | 15 | -11 |
| Sergipe        | 3  | 8 | 1 | 0 | 7 | 4  | 13 | -9  |
| Altos          | 2  | 8 | 0 | 2 | 6 | 4  | 16 | -12 |

### Girone B
| Squadra     | Pt | G | V | N | P | GF | GS | DG  |
| ----------- | -- | - | - | - | - | -- | -- | --- |
| Ceará       | 18 | 8 | 5 | 3 | 0 | 15 | 5  | +10 |
| Botafogo-PB | 18 | 8 | 5 | 3 | 0 | 10 | 3  | +7  |
| CSA         | 16 | 8 | 4 | 4 | 0 | 10 | 3  | +7  |
| Náutico     | 15 | 8 | 4 | 3 | 1 | 13 | 9  | +4  |
| Bahia       | 12 | 8 | 3 | 3 | 2 | 15 | 7  | +8  |
| ABC         | 12 | 8 | 3 | 3 | 2 | 8  | 5  | +3  |
| Moto Club   | 11 | 8 | 2 | 5 | 1 | 9  | 7  | +2  |
| Confiança   | 8  | 8 | 2 | 2 | 4 | 6  | 13 | -7  |

## Fase inale

### Quarti di finale
| Squadra 1   | Risultato       | Squadra 2 |
| ----------- | --------------- | --------- |
| Fortaleza   | 4 – 0           | Vitória   |
| Santa Cruz  | 1 – 1 (8-7 dtr) | CRB       |
| Ceará       | 0 – 2           | Náutico   |
| Botafogo-PB | 3 – 1           | CSA       |

### Semifinali
| Squadra 1   | Risultato | Squadra 2  |
| ----------- | --------- | ---------- |
| Fortaleza   | 1 – 0     | Santa Cruz |
| Botafogo-PB | 2 – 1     | Náutico    |

### Finali
| Squadra 1 | Totale | Squadra 2   | Andata | Ritorno |
| --------- | ------ | ----------- | ------ | ------- |
| Fortaleza | 2 – 0  | Botafogo-PB | 1 – 0  | 1 – 0   |